# فیلیپه مانوئل گونزالوس
فیلیپه مانوئل گونزالوس (به پرتغالی: Felipe Manoel Gonçalves) هافبک اهل برزیل است که در شهر سائوپائولو و در تاریخ ۴ نوامبر ۱۹۸۹ به دنیا آمده‌است.
فیلیپه مانوئل گونزالوس در تیم‌های فوتبال باشگاه فوتبال ویارئال سابقهٔ حضور دارد.